# Einár (rapper)
Nils Kurt Erik Einar Grönberg (Stockholm, 5 september 2002 - aldaar, 21 oktober 2021), beter bekend onder zijn artiestennaam Einár, was een Zweedse rapper. In zijn relatief korte carrière bracht hij vier succesvolle studioalbums uit, waarvan drie de nummer 1-positie van de Zweedse hitlijsten behaalde. Enkele singles werden platina gecertificeerd. In 2020 was hij in zijn thuisland de meest gedraaide artiest op Spotify. Het was wereldnieuws toen Einár op 19-jarige leeftijd werd vermoord. Ook de Nederlandse en Belgische pers berichtte er uitgebreid over.

## Beginjaren en carrière
Einár was de zoon van restaurateur Erik Grönberg en actrice Lena Nilsson. Hij groeide op in de Stockholmse wijk Enskededalen, grotendeels alleen met zijn moeder. In 2012, toen hij nog maar tien jaar oud was, was Einár te zien in de thriller Nobels testamente, de derde verfilming van de zes boeken van Liza Marklund. In 2013 speelde Einár de rol van Olof Berncik in Henrik Ibsens werk Samhällets stöttepelare, geproduceerd door Kungliga Dramatiska Teatern. Het jaar daarop was Einár eveneens te zien in de dramaproductie Nico Spfinx of Ice over de Duitse kunstenares Nico.
In zijn puberjaren postte Einár zijn eerste video's waarin hij rapte op Instagram. Al op 16-jarige leeftijd brak hij nationaal door met zijn tweede single 'Katten i trakten'. Twee jaar later was hij de meest gestreamde artiest in Zweden.
Zijn albums Första klass (2019), Nummer 1 (2019) en Unge med extra energi (2020) bereikten de nummer 1-positie in de Zweedse hitlijsten. Het album Welcome to Sweden (2020) piekte op de tweede plek.
Einár won verscheidene prijzen.

## Criminaliteit, ontvoering en moord
Op 17-jarige leeftijd werd Einár gearresteerd en woonde hij vervolgens enkele maanden in een gesloten jeugdinstelling. Later ging hij om met criminelen en werd hij meermaals veroordeeld, onder meer voor mishandeling, rijden zonder vergunning, rijden onder invloed en het handelen in verdovende middelen. Zijn nummers gaan hier vaak over.
In april 2020 werd Einár ontvoerd door Vårbynätverket, een crimineel netwerk in Vårby (dat onderdeel is van de gemeente Huddinge). Dit gebeurde in opdracht van de rivaliserende rapper Yasin. Einár werd enkele uren onder schot gehouden en zijn ontvoerders maakten foto's van hem en plaatsten deze op sociale media. Daarnaast stalen ze een Rolex-horloge ter waarde van circa 28.000 euro en twee gouden kettingen ter waarde van circa 15.000 euro. Uiteindelijk werd Yasin voor de ontvoering veroordeeld tot tien maanden gevangenisstraf. Een andere rapper, Haval, kreeg een straf van tweeënhalf jaar opgelegd. Na de ontvoering werd Einár met de dood bedreigd en gebruikte enige tijd een andere identiteit.
Op 21 oktober 2021 om 22:50 uur kwam er bij de politie een melding binnen over een schietpartij die had plaatsgevonden in Hammarby sjöstad, waar Einár onlangs naartoe was verhuisd. Toen de politie arriveerde, bleek de neergeschoten man al te zijn overleden. Hij lag op straat, buiten de poort van een appartement. Reddingswerkers voerden een reanimatie uit, maar het leven van de man kon niet worden gered en hij werd ter plaatse dood verklaard. Later werd bevestigd dat het om Einár ging. Doordat hij op 1,5 meter afstand werd neergeschoten, werd de daad door de politie omschreven als een "executie".
Op sociale media ontstonden er complottheorieën, waarna verschillende personen strafrechtelijk werden vervolgd. Daarnaast werden er afbeeldingen en video's van de moord verspreid, maar deze bleken niet echt te zijn.
De schietpartij maakte deel uit van een trend van toenemend wapengeweld in Zweden, die in de jaren 10 van de 21e eeuw begon. Ook wordt algemeen aangenomen dat de moord verband houdt met het feit dat Einár een week later zou getuigen tegen Vårbynätverket, de bende die hem eerder ontvoerde en beroofde.
Zowel in Zweden als daarbuiten was er veel media-aandacht voor de moord. Op de ochtend na Einárs dood betuigden Stefan Löfven, de toenmalige premier van Zweden, en minister van Cultuur Amanda Lind hun medeleven aan de familie en fans. Löfven zei hierbij: "Een jong leven is uitgedoofd en ik begrijp dat hij veel heeft betekend voor veel jonge mensen. Het is tragisch."
Op 19 november 2021, een maand na de moord, vond de begrafenis van Einár plaats in de Catharinakerk in Stockholm. Hij werd begraven op de nabijgelegen begraafplaats.

## Postuum succes
Kort na Einárs dood stegen zijn nummers naar de eerste, tweede en derde plaats in de lijst van Spotify's meest gestreamde nummers in Zweden.
In januari 2022 verscheen er een postume documentaire, Einár 2002-2021 getiteld. Op 7 juni 2022 volgde de extended play Einár. De leadsingle 'Lilla nisse' bereikte wederom de nummer 1-positie. Op Spotify is het nummer al meer dan 16 miljoen keer gestreamd (geraadpleegd in mei 2023).
Het duet met de Zweedse zanger Victor Leksell, 'Din låt' getiteld, verscheen op 22 juli 2022. Het nummer werd een grote hit en is inmiddels 40 miljoen keer gestreamd (geraadpleegd in mei 2023). De single 'DAY ONE', die op 5 november 2022 verscheen, werd in de eerste week meer dan een miljoen keer via Spotify beluisterd.
'Katten i trakten', het nummer waarmee Einár in 2018 doorbrak, is inmiddels de 50 miljoen streams gepasseerd (geraadpleegd in mei 2023).
Op 25 januari 2023 verscheen de single 'Du & jag', dat de eerste maanden meer dan 12 miljoen keer werd gestreamd (geraadpleegd in mei 2023).

## Discografie

### Studioalbums
- 2019: Första klass ('Eersteklas')
- 2019: Nummer 1 ('Nummer 1')
- 2020: Welcome to Sweden ('Welkom in Zweden')
- 2020: Unge med extra energi ('Kind met extra energie')

### Extended plays
- 2022: Einár